# Little Orphan Annie
Little Orphan Annie è una serie a fumetti a strisce giornaliere creata da Harold Gray (1894-1968), esordita negli Stati Uniti il 5 agosto 1924. La striscia venne realizzata dal suo autore per oltre quaranta anni per poi essere continuata dal 1968 da altri fino alla conclusione, dopo oltre ottanta anni, nel 2010. Raggiunse presto il successo e ne furono tratti un lungo serial radiofonico, una commedia musicale nel 1977 e tre lungometraggi negli anni trenta e nel 1981. Il successo della serie fece nascere degli epigoni altrettanto famosi ma di vita più breve come Ella Cinders nel 1925 e Little Annie Rooney nel 1930. Ne venne realizzata anche una parodia negli anni sessanta, Little Annie Fanny, da Harvey Kurtzman. Fu una delle venti serie a fumetti incluse nella emissione commemorativa di francobolli statunitensi Comic Strip Classics del 1995.

## Trama
Annie è una bambina orfana con caratteristici capelli ricci rossi e gli occhi privi di pupille, come tutti i personaggi della striscia, sempre accompagnata dal cagnolino Sandy e protetta dal ricco magnate Oliver "Daddy" Warbucks, un tipico capitalista di ricchezza e influenza quasi illimitate che insieme al suo braccio destro e servitore Punjab e ad Asp, combatte i frequenti intrighi internazionali e i complotti per rapire o nuocere ad Annie.

## Accoglienza
La striscia esalta l'etica capitalistica americana dove i ricchi sono sempre buoni, sebbene gli uomini d'affari corrotti siano descritti come furfanti, mentre i cattivi sono sempre di estrazione sociale inferiore, secondo la morale conservatrice di quell'epoca, difende l'ordine e l'ideologia borghese, paternalistico e conservatore se non reazionario. Warbucks più volte sembra morire per mano dei suoi nemici, lasciando Annie a difendersi da sola, fino a che non ricompare di nuovo. Una volta l'autore ha fatto morire Warbucks durante la protesta contro la nuova politica economica liberale, per poi riportarlo in vita alla morte del presidente Franklin Delano Roosevelt.

## Storia editoriale
Nel 1924 Harold Gray creò la striscia Little Orphan Otto che sottopose a Patterson, direttore del distributore Chicago Tribune Syndicate, il quale propose di sostituire il bambino con una bambina, dato che a quel tempo vi erano molte serie a strisce con un bambino come protagonista, e il titolo della serie divenne Little Orphan Annie ed esordì il 5 agosto 1924 nel formato a strisce giornaliere e dal 2 novembre 1924 anche nel formato a tavole domenicali. L'esordio avvenne sul quotidiano New York Daily News ma altre fonti riferiscono che sia esordita sul Chicago Tribune. La striscia venne realizzata dal suo autore per oltre quaranta anni per poi essere continuata dal 1968 da altri fino alla conclusione, dopo oltre ottanta anni, nel 2010, pubblicando l'ultima striscia il 13 giugno. La protagonista era orfana anche perché, come spiegherà Grey: «non avrebbe avuto parenti inutili o fastidiosi legami e sarebbe stata libera di andare dove voleva». Il Chicago Tribune interruppe la distribuzione della striscia dal 27 ottobre 1925 ma la redazione fu assediata da telefonate e lettere di protesta dal pubblico, e la pubblicazione riprese .
Dopo la morte di Harold Gray nel 1968, la serie venne continuata da Elliot Caplin (testi) e Tex Blaisdell (disegni) fino al 1973 quando venne incaricato David Lettick che realizzò la striscia per pochi mesi; successivamente, fino al 1979 vennero riproposte vecchie strisce di Gray fino a quando non venne incaricato Leonard Starr fino al 2000 e poi da Jay Maeder (testi) e Alan Kupperberg (disegni) fino al 2004, sostituito da Ted Slampyak fino alla conclusione della serie il 13 giugno 2010.
Il titolo della serie fu ispirato dal poema di James Whitcomb Riley dal titolo Little Orphant Annie, che inizia così:
(Little Orphant Annie in AA.VV., Poems That Every Child Should Know, New York, Grosset & Dunlap 1904)
In Italia sono state pubblicate due raccolte di strisce di Gray e di Starr, edite dall'Editoriale Corno nella serie Eureka Pocket e sulle riviste Linus e Eureka.

## Opere derivate

### Teatro
- Musical Annie: prodotto tra gli altri da Mike Nichols, lo spettacolo - scritto da Thomas Meehan - debuttò a Broadway l'8 aprile 1977 e restò in scena per un totale di 2.377 recite[17].

### Cinema
- Il personaggio creato da Harold Gray è stato portato sullo schermo negli anni trenta in due film diretti da John S. Robertson e da Ben Holmes. Nel 1982, John Huston girò Annie, dove il personaggio del milionario Warbucks era interpretato da Albert Finney. Il suo film era l'adattamento del musical.
  - Little Orphan Annie, regia di John S. Robertson (1932)
  - Little Orphan Annie, regia di Ben Holmes (1938)
  - Annie, regia di John Huston (1982)
  - Annie - La felicità è contagiosa (Annie), regia di Will Gluck (2014)